# تاتيانا بينتو
تاتيانا بينتو (بالبرتغالية: Tatiana Pinto‏) (28 مارس 1994 في البرتغال - ) هي لاعبة كرة قدم برتغالية في مركز الوسط. شاركت مع منتخب البرتغال لكرة القدم للسيدات. أما مع النوادي، فقد لعبت مع SC Sand ‏.

## وصلات خارجية
- تاتيانا بينتو على موقع الاتحاد الأوربي (الإنجليزية)
- تاتيانا بينتو على موقع قاعدة بيانات كرة القدم.إي يو (الإنجليزية)
- تاتيانا بينتو على موقع Soccerway.com (الإنجليزية)
- تاتيانا بينتو على موقع عالم كرة القدم.نت (الإنجليزية)